# H2PIA
H2PIA er et dansk projekt, som skal blive til verdens første brint-baserede by. Grundlæggerne bag dette projekt er HIRC (Hydrogen Innovation & Research Centre), metopos, H2 Logic, How2Live og DR.
I H2PIA findes der fem forskellige bydele: H2PIA Share (offentligt sted til fx erhverv ), H2PIA Public (energiproduktion- og lagre samt byen brinttankstation), Villa Unplugged (selvforsynende parcelhuse), Villa Plugged (etagebebyggelser) og Villa Hybrid (selvforsynende luksuriøse huse).